# Spider-Man (film 2002)
Spider-Man – amerykański fantastycznonaukowy film akcji z 2002 roku na podstawie serii komiksów o superbohaterze o tym samym pseudonimie wydawnictwa Marvel Comics. Reżyserem filmu był Sam Raimi, a scenarzystą David Koepp. Tytułową rolę zagrał Tobey Maguire, a obok niego w głównych rolach wystąpili: Willem Dafoe, Kirsten Dunst, James Franco, Cliff Robertson i Rosemary Harris.
Główny bohater Peter Parker jest genialnym nastolatkiem, który nabył nadludzkie zdolności wskutek ugryzienia przez zmodyfikowanego genetycznie pająka i walczy z przestępczością w Nowym Jorku jako superbohater „Spider-Man”.
Światowa premiera filmu miała miejsce 29 kwietnia 2002 roku w Los Angeles. W Polsce zadebiutował 21 czerwca tego samego roku. Film przy budżecie 139 milionów dolarów zarobił ponad 820 milionów. Otrzymał też pozytywne oceny od krytyków. Powstały jego dwie kontynuacje Spider-Man 2 z 2004 i Spider-Man 3 z 2007 roku. Planowana była również czwarta część oraz spin-off o Venomie, lecz oba projekty zostały anulowane. Zamiast tego studio nakręciło reboot serii zapoczątkowany filmem Niesamowity Spider-Man z 2012 roku z Andrew Garfieldem w głównej roli. Po drugim filmie studio zdecydowało się na kolejny reboot jako część franczyzy Filmowego Uniwersum Marvela z Tomem Hollandem w roli Spider-Mana.

## Streszczenie fabuły
Podczas wycieczki szkolnej Peter Parker odwiedza laboratorium genetyczne Uniwersytetu Columbia ze swoim przyjacielem Harrym Osbornem i koleżanką Mary Jane Watson, w której się podkochuje. Tam Parker zostaje ugryziony przez genetycznie zmodyfikowanego pająka. Po powrocie do domu czuje się źle. W tym czasie ojciec Harry’ego, naukowiec i właściciel Oscorp, Norman Osborn, próbuje zdobyć ważny kontrakt wojskowy. Poddaje się eksperymentowi z substancją chemiczną zwiększającą wydajność, wskutek czego popada w obłęd i zabija swojego asystenta.
Następnego ranka Parker zauważa, że poprawił mu się wzrok, a jego ciało jest bardziej umięśnione. W szkole odkrywa, że potrafi wytwarzać pajęcze sieci, a przyspieszony refleks pozwala mu uniknąć kontuzji podczas konfrontacji ze swoim szkolnym prześladowcą, Flashem Thompsonem. Parker zauważa również, że rozwinęły się u niego nadludzka szybkość i siła, umiejętność przyczepiania się do powierzchni oraz zdolność do wyczuwania zagrożenia.
Parker ma pomysł, aby zdobyć serce Mary Jane, kupując samochód. Bierze udział w nielegalnym turnieju walki, aby zebrać na niego pieniądze. Wygrywa swoją walkę, ale zostaje oszukany przez organizatora. Kiedy złodziej okrada biuro oszusta, Parker pozwala mu uciec. Później odkrywa, że jego wujek Ben został zamordowany, a samochód wujka – ukradziony. Parker wyrusza za zabójcą wujka i odkrywa, że jest to ten sam złodziej, któremu wcześniej pozwolił uciec. Gdy obezwładnia złodzieja, ten próbuje uciec, ale wypada przez okno i ginie. W tym czasie Norman Osborn przerywa eksperyment konkurencyjnej firmy, Quest Aerospace, zabijając kilka osób.
Ukończywszy szkołę średnią, Parker zaczyna wykorzystywać swoje umiejętności do walki z przestępczością. Używa przy tym specjalnego kostiumu i pseudonimu „Spider-Man”. Zaczyna również pracę jako niezależny fotograf w redakcji Daily Bugle, której redaktorem naczelnym jest J. Jonah Jameson. Pracę otrzymuje dzięki temu, że jest jedyną osobą zdolną dostarczyć wyraźne zdjęcia Spider-Mana. Tymczasem Norman Osborn dowiaduje się, że zarząd jego firmy chce zmusić go do sprzedania udziałów firmie Quest Aerospace. Postanawia zabić ich podczas World Unity Fair. Jameson nazywa go Zielonym Goblinem. Osborn jako Zielony Goblin porywa Spider-Mana i proponuje mu współpracę. Zasadza się na niego w płonącym budynku. Parker mu odmawia, wskutek czego nawiązuje się między nimi walka. Parker zostaje ranny, ale udaje mu się uciec. Na kolację z okazji Święta Dziękczynienia ciocia Parkera, May, zaprasza Mary Jane, Harry’ego i Normana. Podczas tej kolacji Osborn dostrzega ranę u Parkera i uświadamia sobie, że to on jest Spider-Manem. Krótko po zakończeniu kolacji Osborn atakuje ciocię May, wskutek czego trafia ona do szpitala.
Mary Jane przyznaje, że jest zauroczona Spider-Manem, który ratował ją wiele razy, i pyta Petera, czy Spider-Man kiedykolwiek o nią pytał. Harry, który spotyka się z Mary Jane, zauważa, że czuje coś ona do Parkera. Załamany Harry skarży się ojcu, że Parker kocha Mary Jane, nieświadomie ujawniając największą słabość Spider-Mana. Później Zielony Goblin bierze jako zakładników Mary Jane z jednej strony, a wagon pełen dzieci z drugiej. Zmusza Spider-Mana do wyboru, kogo chce uratować, i zrzuca Mary Jane oraz wagon z dziećmi. Parkerowi udaje się uratować zarówno Mary Jane, jak i dzieci. Zielony Goblin zostaje wyśmiany przez zebrany tłum wspierający Spider-Mana. Następnie przestępca chwyta Parkera i rzuca go w kierunku opustoszałego budynku, gdzie zaczyna go brutalnie bić. Kiedy Zielony Goblin informuje Parkera, że później zabije Mary Jane, ten z wściekłością pokonuje go.
Pokonany Osborn ujawnia swoją tożsamość Zielonego Goblina przed Parkerem, przez co ten zaprzestaje dalszego ataku. Osborn błaga o wybaczenie, a równocześnie uruchamia swój ślizgacz, aby przebić Parkera. Ostrzeżony przez swój pajęczy zmysł Parker odskakuje, a ślizgacz śmiertelnie trafia w Osborna. Tuż przed śmiercią Osborn prosi Parkera, aby nie ujawniał Harry’emu, kim był. Parker zabiera ciało Osborna do jego domu, gdzie zostaje dostrzeżony przez Harry’ego. Ten zamierza zastrzelić Spider-Mana, ale Parkerowi udaje się uciec. Parker ukrywa też kostium i sprzęt Osborna.
Na pogrzebie Normana Harry przysięga zemstę na Spider-Manie, którego wini za śmierć ojca. Zapewnia też, że Parker jest całą rodziną, jaka mu pozostała. Mary Jane wyznaje Parkerowi miłość. Jednak on uważa, że musi ją chronić przed swoimi przyszłymi wrogami, ukrywa prawdziwe uczucia do niej i mówi jej, że mogą być tylko przyjaciółmi.

## Obsada
- Tobey Maguire jako Peter Parker / Spider-Man, uzdolniony nastolatek, który zostaje ugryziony przez genetycznie zmodyfikowanego pająka i zyskuje nadludzkie, pajęcze zdolności[4].
- Willem Dafoe jako Norman Osborn / Zielony Goblin, szef Oscorp, który testuje na sobie niestabilny wzmacniacz siły i staje się szalonym i potężnym Zielonym Goblinem. Nieświadomy prawdziwej tożsamości Spider-Mana, wchodzi w rolę ojca Parkera, zaniedbując własnego syna, Harry’ego[5].
- Kirsten Dunst jako Mary Jane Watson, dziewczyna, w której Parker podkochuje się od dzieciństwa, która jest aspirującą aktorką, a pracuje jako kelnerka. Ukrywa ten fakt przed swoim chłopakiem Harrym[6].
- James Franco jako Harry Osborn, najlepszy przyjaciel i współlokator Parkera, który spotyka się z Watson. Jest synem Normana Osborna[7].
- Cliff Robertson jako Ben Parker, mąż May i wujek Parkera, który zostaje zamordowany przez złodzieja samochodów[8].
- Rosemary Harris jako May Parker, wdowa po Benie i ciotka Parkera[8].

W filmie ponadto wystąpili: J.K. Simmons jako J. Jonah Jameson,  redaktor naczelny Daily Bugle, który uważa Spider-Mana za przestępcę; Ron Perkins jako Mendel Stromm naukowiec pracujący w Oscorp; John Paxton jako Bernard Houseman, lokaj Osbornów; Joe Manganiello jako Flash Thompson, szkolny prześladowca Parkera; Bill Nunn jako Robbie Robertson, Ted Raimi jako Ted Hoffman i Elizabeth Banks jako Betty Brant, pracownicy Daily Bugle, oraz Michael Papajohn jako Dennis Carradine, złodziej samochodów, który zabił Bena Parkera.
W roli cameo pojawił się Stan Lee, twórca komiksów Marvel Comics jako mężczyzna łapiący dziewczynkę podczas walki Spider-Mana z Zielonym Goblinem. Piosenkarka Macy Gray gra siebie samą podczas występu na World Unity Fair.

## Produkcja

### Rozwój projektu

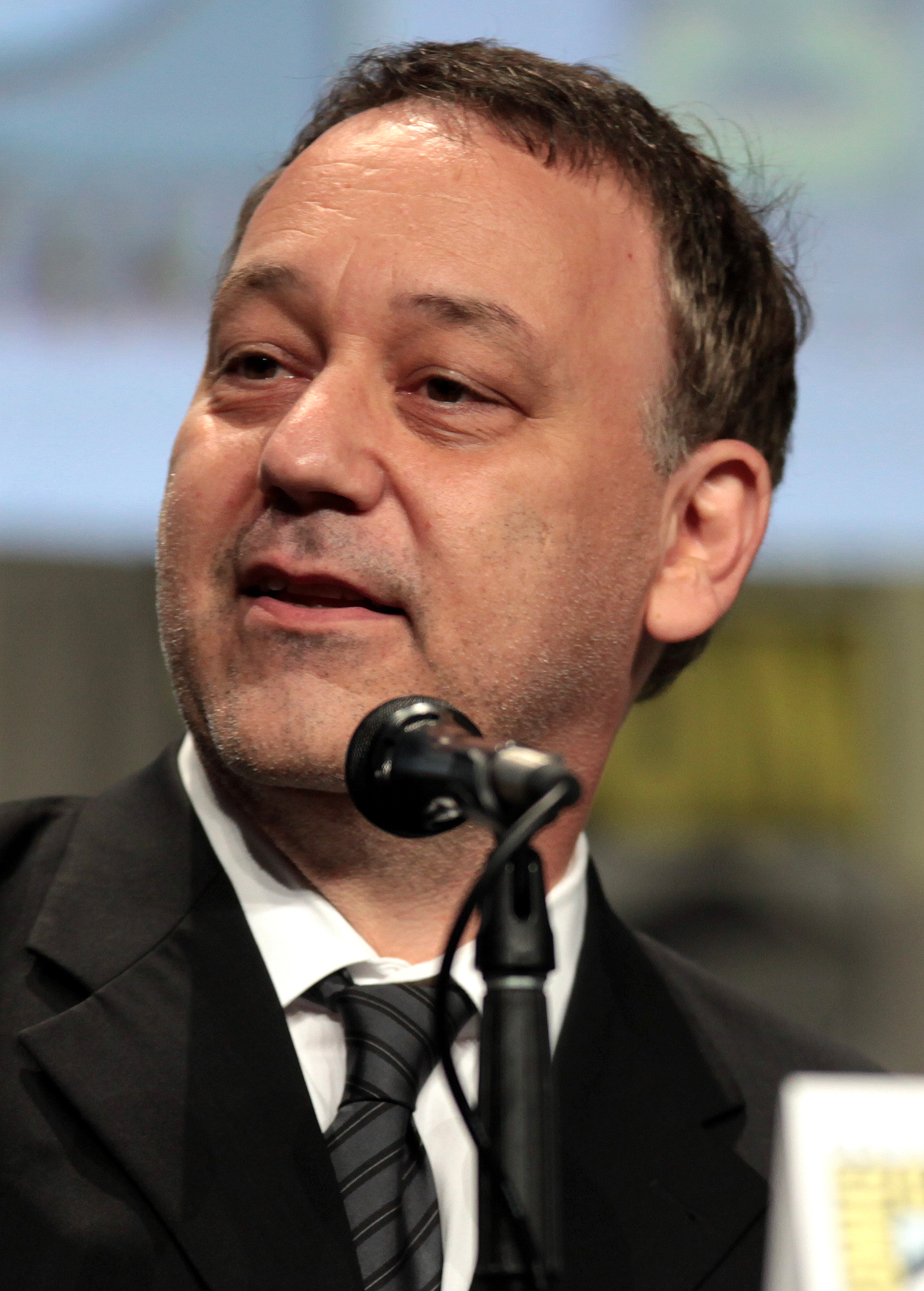
Sam Raimi, reżyser filmu

W 1999 roku Sony Pictures zakupiło od Metro-Goldwyn-Mayer wszystkie poprzednie wersje scenariusza do filmu o Spider-Manie i zdecydowano się wykorzystać tylko scenariusz Jamesa Camerona. Później Sony poinformował, że jednak nie zamierza zatrudnić Camerona na stanowisku reżysera, ani nie planuje skorzystać z jego scenariusza. Wśród potencjalnych reżyserów znaleźli się: Roland Emmerich, Tony Scott, Chris Columbus, Ang Lee, David Fincher, Jan de Bont i M. Night Shyamalan. Fincher chciał uniknąć przedstawienia genezy postaci, ale studio się na to nie zgodziło. W styczniu 2000 roku Sam Raimi został zatrudniony na stanowisku reżysera. Studio zaplanowało premierę w lecie 2001 roku.
Scenariuszem zajął się David Koepp, który wykorzystał scenariusz Camerona do stworzenia pierwszego szkicu. W wersji Camerona głównymi złoczyńcami byli Electro i Sandman. Koepp zastąpił ich Zielonym Goblinem i Doktorem Octopusem. W czerwcu 2000 roku Sony Pictures zatrudniło Scotta Rosenberga do poprawienia scenariusza Koeppa. Raimi uznał, że Zielony Goblin oraz motyw ojca i syna pomiędzy Osbornem a Parkerem jest wystarczający, i postanowił usunąć Octopusa z filmu. Stwierdził też, że dodanie genezy trzeciej postaci uczyniłoby film zbyt skomplikowanym. Rosenberg usunął Octopusa ze scenariusza. Producentka filmu, Laura Ziskin, zatrudniła Alvina Sargenta do dopracowania dialogów, głównie pomiędzy Mary Jane a Parkerem. Columbia Pictures zgłosiła do Gildii Scenarzystów czwórkę autorów scenariusza, Rosenberga, Sargenta i Camerona, gdzie cała trójka zrzekła się na rzecz czwartego zgłoszonego, Koeppa. We wrześniu 2000 roku studio wyznaczyło datę amerykańskiej premiery na 3 maja 2002 roku.

### Casting
Pod koniec lipca 2000 roku Tobey Maguire został obsadzony w tytułowej roli. Studio rozważało do tej roli Leonarda DiCaprio, Freddiego Prinze’a Jr, Colina Farrella, Chrisa Kleina, Wesa Bentleya, Ewana McGregora, Heatha Ledgera, Scotta Speedmana, Jaya Rodana i Jamesa Franco. Franko ostatecznie otrzymał rolę przyjaciela Parkera, Harry’ego Osborna w październiku 2000 roku. Miesiąc później do obsady dołączył Willem Dafoe jako Norman Osborn, choć wcześniej  byli brani pod uwagę między innymi Nicolas Cage i John Malkovich. W grudniu jako Mary Jane Watson obsadzono Kirsten Dunst, której konkurentką do roli była Alicia Witt.

### Zdjęcia i postprodukcja
Początkowo zdjęcia miały się rozpocząć w listopadzie 2000 roku w Nowym Jorku. Zdjęcia do filmu rozpoczęły się 8 stycznia 2001 roku w Culver City w Kalifornii. Film był też kręcony w Nowym Jorku, między innymi na Times Square i na Queensboro Bridge. Zdjęcia zakończyły się w czerwcu tego samego roku. Za zdjęcia odpowiadał Don Burgess, scenografią zajął się Neil Spisak, a kostiumy zaprojektował James Acheson.
Montażem zajęli się Bob Murawski i Arthur Coburn. Efekty specjalne przygotowały studio: Sony Pictures Imageworks, a odpowiadał za nie John Dykstra.
Wskutek zamachów terrorystycznych z 11 września 2001 roku studio zdecydowało się na usunięcie budynków World Trade Center z filmu oraz nagrać od nowa część sekwencji filmu.

## Muzyka
Do skomponowania muzyki do filmu zatrudniony został Danny Elfman. Ścieżka dźwiękowa Spider-Man (Original Motion Picture Score) z muzyką Elfmana została wydana 4 czerwca 2002 roku przez Columbia Records. Natomiast album koncepcyjny Music from and Inspired by Spider-Man wydano 30 kwietnia tego samego roku przez Sony Music.
| Music from and Inspired by Spider-Man – 2002 | Music from and Inspired by Spider-Man – 2002          | Music from and Inspired by Spider-Man – 2002 | Music from and Inspired by Spider-Man – 2002 |
| Nr                                           | Tytuł utworu                                          | Wykonawca                                    | Długość                                      |
| -------------------------------------------- | ----------------------------------------------------- | -------------------------------------------- | -------------------------------------------- |
| 1.                                           | „Theme from Spiderman (Classic TV Series Theme Song)” | Paul Francis Webster, Robert Harris          | 1:01                                         |
| 2.                                           | „Hero”                                                | Chad Kroeger, Josey Scott                    | 3:19                                         |
| 3.                                           | „What We’re All About”                                | Sum 41, Kerry King, Slayer                   | 3:35                                         |
| 4.                                           | „Learn to Crawl”                                      | Black Lab                                    | 3:36                                         |
| 5.                                           | „Somebody Else”                                       | Bleu                                         | 3:37                                         |
| 6.                                           | „Bug Bites”                                           | Alien Ant Farm                               | 3:32                                         |
| 7.                                           | „Blind”                                               | Default                                      | 3:10                                         |
| 8.                                           | „Bother”                                              | Corey Taylor                                 | 4:00                                         |
| 9.                                           | „Shelter”                                             | Greenwheel                                   | 3:31                                         |
| 10.                                          | „When It Started”                                     | The Strokes                                  | 2:56                                         |
| 11.                                          | „Hate To Say I Told You So”                           | The Hives                                    | 3:22                                         |
| 12.                                          | „Invisible Man”                                       | Theory of a Deadman                          | 2:39                                         |
| 13.                                          | „Undercover”                                          | Pete Yorn                                    | 3:59                                         |
| 14.                                          | „My Nutmeg Phantasy (Tom Morello Mix)”                | Macy Gray, Angie Stone, Mos Def              | 4:29                                         |
| 15.                                          | „I - IV - V”                                          | Injected                                     | 3:02                                         |
| 16.                                          | „She Was My Girl”                                     | Jerry Cantrell                               | 4:17                                         |
| 17.                                          | „Main Titles”                                         | Danny Elfman                                 | 3:42                                         |
| 18.                                          | „Farewell”                                            | Danny Elfman                                 | 4:43                                         |
| 19.                                          | „Spiderman”                                           | Aerosmith                                    | 2:57                                         |
|                                              |                                                       |                                              | 1:05:27                                      |

| Spider-Man (Original Motion Picture Score) – 2002 | Spider-Man (Original Motion Picture Score) – 2002 | Spider-Man (Original Motion Picture Score) – 2002 | Spider-Man (Original Motion Picture Score) – 2002 |
| Nr                                                | Tytuł utworu                                      | Autor                                             | Długość                                           |
| ------------------------------------------------- | ------------------------------------------------- | ------------------------------------------------- | ------------------------------------------------- |
| 1.                                                | „Main Title”                                      | D. Elfman                                         | 3:30                                              |
| 2.                                                | „Transformations”                                 | D. Elfman                                         | 3:31                                              |
| 3.                                                | „Costume Montage”                                 | D. Elfman                                         | 1:19                                              |
| 4.                                                | „Revenge”                                         | D. Elfman                                         | 6:13                                              |
| 5.                                                | „First Web”                                       | D. Elfman                                         | 0:56                                              |
| 6.                                                | „Something’s Different”                           | D. Elfman                                         | 1:17                                              |
| 7.                                                | „City Montage”                                    | D. Elfman                                         | 1:50                                              |
| 8.                                                | „Alone”                                           | D. Elfman                                         | 1:37                                              |
| 9.                                                | „Parade Attack”                                   | D. Elfman                                         | 3:54                                              |
| 10.                                               | „Specter of the Goblin”                           | D. Elfman                                         | 3:47                                              |
| 11.                                               | „Revelation”                                      | D. Elfman                                         | 2:32                                              |
| 12.                                               | „Getting Through”                                 | D. Elfman                                         | 2:05                                              |
| 13.                                               | „Final Confrontation”                             | D. Elfman                                         | 7:19                                              |
| 14.                                               | „Farewell”                                        | D. Elfman                                         | 3:11                                              |
| 15.                                               | „End Credits”                                     | D. Elfman                                         | 1:54                                              |
|                                                   |                                                   |                                                   | 44:55                                             |

## Wydanie
Światowa premiera filmu Spider-Man miała miejsce 29 kwietnia 2002 roku w Los Angeles. Podczas wydarzenia uczestniczyła obsada i ekipa produkcyjna filmu oraz zaproszeni specjalni goście. Premierze tej towarzyszył czerwony dywan oraz szereg konferencji prasowych. Dla szerszej publiczności w Stanach Zjednoczonych zadebiutował 3 maja tego samego roku. Premiera w Polsce odbyła się 21 czerwca tego roku.
Film został wydany na DVD i VHS 1 listopada 2002 roku.

## Odbiór

### Box office
Film przy budżecie 139 milionów dolarów zarobił ponad 820 milionów, z czego ponad 403 miliony w Stanach Zjednoczonych i Kanadzie.
Do największych rynków, poza Stanami Zjednoczonymi, należały: Japonia (58,9 miliona), Wielka Brytania (45,8 miliona), Francja (32,9 miliona), Meksyk (31,2 miliona) i Niemcy (30,6 miliona). W Polsce film zarobił ponad 1,5 miliona dolarów.

### Krytyka w mediach
Film spotkał się z pozytywną reakcją krytyków. W serwisie Rotten Tomatoes 90% z 246 recenzji uznano za pozytywne, a średnia ocen wystawionych na ich podstawie wyniosła 7,6 na 10. Na portalu Metacritic średnia ważona ocen z 38 recenzji wyniosła 73 punkty na 100. Natomiast według serwisu CinemaScore, zajmującego się mierzeniem atrakcyjności filmów w Stanach Zjednoczonych, publiczność przyznała mu ocenę A- w skali od F do A+.
Todd McCarthy z „Variety” stwierdził ze sceptycyzmem, że Spider-Man to „doskonale przygotowany film, któremu jednak zabrakło prawdziwej inspiracji czy poetyckiej wyobraźni, która wyniosłaby go na wyższy poziom”, dodał on również, że „niespodzianką jest Tobey Maguire w roli tytułowej, ponieważ młody aktor wykazuje emocjonalną otwartość i wrażliwość“. A.O. Scott z „The New York Times” napisał, że „twórcom filmu udało się odmłodzić postać, pozostając wiernymi jej korzeniom”. Ian Freer z „Empire Magazine” stwierdził, że Spider-Man to „praktycznie idealna letnia rozrywka”. Roger Ebert z „Chicago Sun-Times” z uznaniem wyrażał się o niektórych elementach filmu, twierdząc, że „historia pochodzenia postaci jest dobrze opowiedziana, a bohaterowie nie zawiodą nikogo, kto ceni sobie oryginalne komiksy”. Jednak „to właśnie w scenach akcji wszystko się sypie”. Peter Travers z „Rolling Stone” stwierdził mimo to, że „Spider-Man jest petardą, która podbije to lato”.
Marcin Kamiński z portalu Filmweb napisał, że film „mimo kilku niedociągnięć ogląda się jednak bez znudzenia i z dużym zaangażowaniem. Jest to pierwsza od kilku lat solidna ekranizacja komiksu”. Z kolei Rafał Oświeciński z serwisu Film.org.pl uznał, „że nie jest to film udany”, dodając, „że przeżył dosyć duże rozczarowanie [...] być może to przez swą normalność”. Jednak nie był zdziwiony tym, że „film osiągnął tak gigantyczny sukces w USA i zebrał tak entuzjastyczne recenzje w prasie amerykańskiej, która uznała go za najlepszą ekranizację komiksu”.

### Nagrody i nominacje
| Rok  | Ceremonia                             | Kategoria                                       | Nominowani                                                    | Rezultat  | Przypis |
| ---- | ------------------------------------- | ----------------------------------------------- | ------------------------------------------------------------- | --------- | ------- |
| 2002 | World Soundtrack Awards               | Najlepsza oryginalna muzyka roku                | Danny Elfman                                                  | Wygrana   | [ 47 ]  |
| 2002 | Teen Choice Awards                    | Ulubiony film dramatyczny / akcji               | Spider-Man                                                    | Wygrana   | [ 48 ]  |
| 2002 | Teen Choice Awards                    | Ulubiony aktor dramatu / filmu akcji            | Tobey Maguire                                                 | Wygrana   | [ 48 ]  |
| 2002 | Teen Choice Awards                    | Ulubiona aktorka filmu akcji                    | Kirsten Dunst                                                 | Nominacja | [ 48 ]  |
| 2002 | Teen Choice Awards                    | Ulubiony pocałunek                              | Kirsten Dunst, Tobey Maguire                                  | Wygrana   | [ 48 ]  |
| 2002 | Teen Choice Awards                    | Ulubiona chemia filmowa                         | Kirsten Dunst, Tobey Maguire                                  | Nominacja | [ 48 ]  |
| 2002 | Teen Choice Awards                    | Ulubiony czarny charakter                       | Willem Dafoe                                                  | Nominacja | [ 48 ]  |
| 2002 | Teen Choice Awards                    | Najlepszy filmowy wybuch złości                 | Willem Dafoe                                                  | Nominacja | [ 48 ]  |
| 2002 | Golden Schmoes Awards                 | Najbardziej przereklamowany film                | Spider-Man                                                    | Nominacja | [ 49 ]  |
| 2002 | Golden Schmoes Awards                 | Najlepszy film fantastyczno-naukowy             | Spider-Man                                                    | Nominacja | [ 49 ]  |
| 2002 | Golden Schmoes Awards                 | Najlepsze T&A                                   | Kirsten Dunst                                                 | Wygrana   | [ 49 ]  |
| 2002 | Golden Schmoes Awards                 | Najlepsze efekty specjalne                      | Spider-Man                                                    | Nominacja | [ 49 ]  |
| 2002 | Golden Schmoes Awards                 | Najlepszy zwiastun                              | Spider-Man                                                    | Nominacja | [ 49 ]  |
| 2002 | Golden Schmoes Awards                 | Najlepsze wydanie DVD                           | Spider-Man                                                    | Nominacja | [ 49 ]  |
| 2002 | Golden Schmoes Awards                 | Najlepsza scena akcji                           | Spider-Man                                                    | Nominacja | [ 49 ]  |
| 2003 | People’s Choice Awards                | Ulubiony film                                   | Spider-Man                                                    | Wygrana   | [ 50 ]  |
| 2003 | Nagroda Brytyjskiej Akademii Filmowej | Najlepsze efekty specjalne                      | John Dykstra, Scott Stokdyk, John Frazier, Anthony LaMolinara | Nominacja | [ 51 ]  |
| 2003 | Nagroda Akademii Filmowej             | Najlepsze efekty specjalne                      | John Dykstra, Scott Stokdyk, Anthony LaMolinara, John Frazier | Nominacja | [ 52 ]  |
| 2003 | Nagroda Akademii Filmowej             | Najlepszy dźwięk                                | Ed Novick, Greg P. Russell, Kevin O’Connell                   | Nominacja | [ 52 ]  |
| 2003 | Kids’ Choice Awards                   | Ulubiony film                                   | Spider-Man                                                    | Nominacja | [ 53 ]  |
| 2003 | Kids’ Choice Awards                   | Ulubiona aktorka filmowa                        | Kirsten Dunst                                                 | Nominacja | [ 53 ]  |
| 2003 | Kids’ Choice Awards                   | Ulubiony męski kopacz tyłków                    | Tobey Maguire                                                 | Nominacja | [ 53 ]  |
| 2003 | MTV Movie Awards                      | Najlepszy film                                  | Spider-Man                                                    | Nominacja | [ 54 ]  |
| 2003 | MTV Movie Awards                      | Najlepszy aktor                                 | Tobey Maguire                                                 | Nominacja | [ 54 ]  |
| 2003 | MTV Movie Awards                      | Najlepsza aktorka                               | Kirsten Dunst                                                 | Wygrana   | [ 54 ]  |
| 2003 | MTV Movie Awards                      | Najlepszy pocałunek                             | Kirsten Dunst, Tobey Maguire                                  | Wygrana   | [ 54 ]  |
| 2003 | MTV Movie Awards                      | Najlepszy czarny charakter                      | Willem Dafoe                                                  | Nominacja | [ 54 ]  |
| 2003 | Saturn Awards                         | Najlepszy film fantasy                          | Spider-Man                                                    | Nominacja | [ 55 ]  |
| 2003 | Saturn Awards                         | Najlepszy aktor                                 | Tobey Maguire                                                 | Nominacja | [ 55 ]  |
| 2003 | Saturn Awards                         | Najlepsza aktorka                               | Kirsten Dunst                                                 | Nominacja | [ 55 ]  |
| 2003 | Saturn Awards                         | Najlepsza reżyseria                             | Sam Raimi                                                     | Nominacja | [ 55 ]  |
| 2003 | Saturn Awards                         | Najlepsza muzyka                                | Danny Elfman                                                  | Nominacja | [ 55 ]  |
| 2003 | Saturn Awards                         | Najlepsze efekty specjalne                      | John Dykstra, Scott Stokdyk, Anthony LaMolinara, John Frazier | Nominacja | [ 55 ]  |
| 2003 | Satellite Awards                      | Najlepsze efekty specjalne                      | John Dykstra                                                  | Nominacja | [ 56 ]  |
| 2003 | Satellite Awards                      | Najlepszy montaż                                | Eric Zumbrunnen                                               | Nominacja | [ 56 ]  |
| 2003 | Hugo Awards                           | Najlepsza prezentacja dramatyczna – długa forma | David Koepp, Sam Raimi                                        | Nominacja | [ 57 ]  |
| 2003 | Empire Awards                         | Najlepsza aktorka                               | Kirsten Dunst                                                 | Wygrana   | [ 58 ]  |
| 2003 | Young Artist Awards                   | Najlepszy film familijny fantasy                | Spider-Man                                                    | Nominacja | [ 59 ]  |

## Kontynuacja
W maju 2002 roku Sony Pictures poinformowało, że powstanie druga część. Sam Raimi powrócił na stanowisku reżysera, a scenariusz napisał Alvin Sargent. Spider-Man 2 miał premierę w 2004 roku. Tobey Maguire powrócił w tytułowej roli, a jego przeciwnikiem został Alfred Molina jako Doktor Octopus. W marcu 2004 roku studio potwierdziło, że planowana jest trzecia część, i że na stanowisku reżysera powróci Raimi. Raimi napisał scenariusz wspólnie z Ivanem Raimim i Alvinem Sargentem. Spider-Man 3 miał premierę w 2007 roku. Maguire powrócił jako Peter Parker. Głównymi jego przeciwnikami byli Thomas Haden Church jako Sandman i Topher Grace jako Eddie Brock / Venom.
W 2008 roku Spider-Man 4 wszedł w fazę rozwoju, Raimi miał powrócić na stanowisku reżysera. Maguire i Kirsten Dunst mieli powtórzyć swoje role z poprzednich części. Amerykańska data premiery została zapowiedziana na 6 maja 2011 roku. W październiku tego samego roku James Vanderbilt został zatrudniony do napisania scenariusza. Nad scenariuszem pracowali również David Lindsay-Abaire i Gary Ross. Natomiast Vanderbilt został zobowiązany przez studio do napisania scenariusza do kolejnych filmów, Spider-Man 5 i Spider-Man 6.
W grudniu 2009 roku poinformowano, że John Malkovich negocjuje rolę Adriana Toomesa / Vulture’a, a Anne Hathaway ma zagrać Felicję Hardy. W styczniu 2010 roku Sony Pictures ogłosiło, że studio anulowało dalszą produkcję czwartej części z powodu odejścia Raimiego. Raimi według doniesień zrezygnował z projektu z powodu braku możliwości dotrzymania planowanej amerykańskiej premiery filmu w 2011 roku. Reżyserowi również nie odpowiadał żaden z czterech zaproponowanych scenariuszy.
W lipcu 2007 roku poinformowano, że planowany jest spin-off trylogii Raimiego skoncentrowanego wokół postaci Eddiego Brocka / Venoma z Topherem Grace’em w głównej roli. Jacob Aaron Estes został zatrudniony do napisania scenariusza. W grudniu 2008 roku zastąpili go Rhett Reese i Paul Wernick. Reżyserią miał zająć się Gary Ross. Jednak projekt w takiej wersji został anulowany. Studio podejmowało różne próby powrotu do niego. Ostatecznie w 2018 roku premierę miał film Venom w reżyserii  Rubena Fleischera i ze scenariuszem Scotta Rosenberga, Jeffa Pinknera, Kelly Marcel i Willa Bealla, który nie jest powiązany z żadnym filmem o Spider-Manie. W tytułowej roli wystąpił Tom Hardy.

## Reboot:Niesamowity Spider-Man
W styczniu 2010 roku poinformowano, że Sony Pictures planuje reboot serii z nowym aktorem w tytułowej roli z premierą w 2012 roku. Andrew Garfield został obsadzony w tytułowej roli. Głównym złoczyńcą filmu został Curt Connors / Jaszczur, którego zagrał Rhys Ifans. Niesamowity Spider-Man został wyreżyserowany przez Marka Webba, a za scenariusz odpowiadali James Vanderbilt, Alvin Sargent i Steve Kloves. W sierpniu 2011 roku Sony Pictures wyznaczyło datę premiery sequela. Niesamowity Spider-Man 2 miał premierę w 2014 roku. Przeciwnikami Spider-Mana byli Max Dillon / Electro zagrany przez Jamiego Foxxa oraz Harry Osborn / Zielony Goblin, w tę rolę wcielił się Dane DeHaan. Webb ponownie zajął się reżyserią, a scenariusz napisali Alex Kurtzman, Roberto Orci i Jeff Pinkner.
W 2013 roku studio poinformowało, że Niesamowity Spider-Man 3 będzie miał premierę w 2016 roku. Kurtzman, Orci i Pinkner ponownie mieli zająć się scenariuszem. Wyznaczona została również data czwartej części na 2018 roku. W trakcie rozwoju były również spin-offy serii. Sinister Six miał datę premiery zaplanowaną na 2016 rok. Stanowisko reżysera i scenarzysty objął Drew Goddard. Kurtzman, Orci i Ed Solomon zostali zatrudnieni do napisania scenariusza do Venoma. Kurtzman miał zająć się również jego reżyserią. We wstępnej fazie rozwoju były też filmy o Felicji Hardy / Black Cat ze scenariuszem Lisy Joy Nolan oraz Spider-Man 2099 z zaplanowaną datą premiery na koniec 2017 roku. Film o Venomie początkowo był planowany jako spin-off filmu Spider-Man 3 Sama Raimiego.
Początkowo studio przełożyło datę premiery trzeciej części na 2018 roku bez ustalania daty dla czwartej. Ostatecznie kontynuacje i spin-offy w planowanej wersji zostały anulowane.

## Reboot: Filmowe Uniwersum Marvela
Pod koniec 2014 roku po ataku hackerskim wyciekły do opinii publicznej maile z Sony Pictures, w którym studio rozważało powrót Sama Raimiego na stanowisko reżysera, jak i nową serię w porozumieniu z Marvel Studios oraz włączeniu postaci do franczyzy Filmowego Uniwersum Marvela. W 2015 roku porozumienie między studiami zostało osiągnięte i w lutym oficjalnie poinformowano, że Spider-Man zostanie włączony do MCU. W roli Petera Parkera został obsadzony Tom Holland. Postać pojawiła się po raz pierwszy w filmie Kapitan Ameryka: Wojna bohaterów. W 2017 roku premierę miał Spider-Man: Homecoming w reżyserii Jona Wattsa. Głównym przeciwnikiem Spider-Mana został Michael Keaton jako Adrian Toomes / Vulture. W filmie pojawiły się postacie przedstawione w innych filmach franczyzy: Jon Favreau jako Happy Hogan, Gwyneth Paltrow jako Pepper Potts, Chris Evans jako Steve Rogers / Kapitan Ameryka, Martin Starr jako Roger Harrington i Robert Downey Jr. jako Tony Stark / Iron Man. Holland później powtórzył swoją rolę w Avengers: Wojna bez granic z 2018 i Avengers: Koniec gry z 2019 roku.
W 2019 roku premierę miał drugi film z serii, Spider-Man: Daleko od domu, ponownie w reżyserii Wattsa. Antagonistą w filmie był Quentin Beck / Mysterio, którego zagrał Jake Gyllenhaal. Podobnie jak w pierwszej części pojawiły się też inne postacie z franczyzy. Ponownie pojawili się Favreau i Starr, ale również wystąpili: Samuel L. Jackson jako Nick Fury, Cobie Smulders jako Maria Hill, Ben Mendelsohn jako Talos i Sharon Blynn jako Soren. W sierpniu 2019 roku studia przerwały współpracę, lecz miesiąc późnej Disney i Sony doszły do nowego porozumienia dotyczącego trzeciej części i jednego dodatkowego filmu, obu jako część MCU. Premiera trzeciej części, Spider-Man: Bez drogi do domu, odbyła się pod koniec 2021 roku. Holland powrócił w tytułowej roli, a Watts na stanowisku reżysera. Favreau i Starr oraz Benedict Cumberbatch jako Stephen Strange i Benedict Wong jako Wong powtórzyli swoje role z poprzednich filmów Filmowego Uniwersum Marvela. Ponadto w filmie pojawili się Tobey Maguire i Andrew Garfield w alternatywnych wersjach Petera Parkera, powtarzając swoje role z wcześniejszych filmów o Spider-Manie. Obok nich z tych filmów powrócili: Willem Dafoe jako Norman Osborn / Green Goblin, Alfred Molina jako Otto Octavius / Doktor Octopus, Jamie Foxx jako Max Dillon / Electro, Rhys Ifans jako Curt Connors / Jaszczur i Thomas Haden Church jako Flint Marko / Sandman.